# Provinz Skikda
Die Provinz Skikda (arabisch ولاية سكيكدة, DMG Wilāyat Sukaikida, tamazight ⴰⴳⴻⵣⴷⵓ ⵏ ⵙⴽⵉⴽⴷⴰ Agezdu n Skikda) ist eine Provinz (wilaya) im nordöstlichen Algerien.
Die Provinz liegt an der Mittelmeerküste nahe der tunesischen Grenze, sie umfasst die Stadt Skikda samt ihrem Umland und hat eine Fläche von 4197 km.
Rund 877.000 Menschen (Schätzung 2006) bewohnen die Provinz, die Bevölkerungsdichte beträgt somit rund 209 Einwohner pro Quadratkilometer.
Die Wirtschaft der Provinz ist geprägt durch den Hafen und die petrochemische Industrie der Stadt Skikda, die Strände sind auch Anziehungspunkt für inländische Touristen. In der Provinz spielt die landwirtschaftliche Produktion für den Export eine große Rolle. Alle Arten von Früchten, Gemüse und Weizen sind zu nennen. Im Gebirge östlich von Skikda befinden sich ergiebige Marmor-Lagerstätten, die für den inländischen Bedarf und den Export abgebaut werden. Die gute Anbindung der Stadt nach Constantine und Annaba fördert das Wachstum der Region.